# Legios GmbH
Legios (eigene Schreibweise auch LEGIOS) ist ein Informationsdienstleistungsunternehmen und ehemaliger Anbieter eines gleichnamigen juristischen Informationssystems. Das Portal für Wirtschafts- und Steuerrecht legios.de war die Kooperation zweier führender Anbieter – Verlag Dr. Otto Schmidt und juris – juristischer Fachinformationen.

## Unternehmensgeschichte
Die Legios GmbH mit damaligem Sitz in Frankfurt wurde Anfang 2001 von der Verlagsgruppe Handelsblatt GmbH, dem Carl Heymanns Verlag KG und dem Verlag Dr. Otto Schmidt KG gegründet. Ziel von Legios ist die Publikation von juristischen Fachinformationen verknüpft mit den dazu passenden Wirtschaftsinformationen. Legios versteht sich als Plattform für Fachinformationen verschiedener Verlage. Im Jahre 2002 wurde der Haufe-Verlag Mitgesellschafter. 2006 hat der Verlag Dr. Otto Schmidt KG das Internet-Fachportal Legios komplett übernommen. Im Zuge der Übernahme wurde der Legios-Firmensitz von Frankfurt am Main in das Verlagshaus nach Köln verlegt. Auf der Frankfurter Buchmesse 2008 wurde verkündet, dass der Verlag Dr. Otto Schmidt und die juris GmbH einen Kooperationsvertrag geschlossen haben. Die Inhalte von Legios wurden mit den Entscheidungen und Gesetzen aus dem Bestand des juris-Angebots verknüpft. 2013 wurden die Inhalte von Legios in das Angebot von juris integriert und das eigenständige Portal unter legios.de aufgegeben.

## Portal Legios
Das gleichnamige Portal Legios war ein kommerzielles, spezialisiertes Wirtschafts- und Steuerrechtsportal. Die Legios-Datenbank enthielt 20 Kommentare aus dem Verlag Dr. Otto Schmidt, unter anderem „Herrmann/Heuer/Raupach – Einkommensteuer- und Körperschaftsteuergesetz“, „Lutter/Hommelhoff – GmbH-Gesetz“, „Lutter – Umwandlungsgesetz“, „Rau/Dürrwächter – Umsatzsteuergesetz“. Darüber hinaus standen 15 Handbücher aus dem Verlag Dr. Otto Schmidt unter anderem „Schwedhelm – Die Unternehmensumwandlung“, „Nirk/Ziemons/Binnewies – Handbuch der Aktiengesellschaft“ sowie das „GmbH-Handbuch“ sowie 16 Fachzeitschriften aus dem Verlag Dr. Otto Schmidt, unter anderem „Die Aktiengesellschaft“, „Der GmbH-Steuer-Berater“, „Monatsschrift für Deutsches Recht“, „Der Ertrags-Steuer-Berater“ sowie die „Finanz-Rundschau“ zur Verfügung. Die Module wurden jeweils inhaltlich ergänzt durch die juris Rechtsprechung, Rechtsvorschriften und PraxisReporte.
Hauptzielgruppe waren qualifizierte Berater (Rechtsanwälte, Wirtschaftsprüfer, Steuerberater), die in komplexen Wirtschaftsfragen Unternehmen und Institutionen beraten. Daneben richtet sich der Dienst an die Rechtsabteilungen von Unternehmen, an Gerichte, Verwaltungen und Universitäten.